# Haploporatia cervina
Haploporatia cervina är en mångfotingart som beskrevs av Karl Wilhelm Verhoeff 1929. Haploporatia cervina ingår i släktet Haploporatia och familjen Mastigophorophyllidae. Inga underarter finns listade i Catalogue of Life.